# 庄昉思
庄昉思（1987年—），是来自马来西亚的少年小说家。

## 生平
曾于2013年荣获第三届红蜻蜓少年小说金奖。

## 著作
《盖娅勇者传_传说的起点》，2013年红蜻蜓出版社出版
《盖娅勇者传_雪山精灵》，2014年獏工作室出版
《盖娅勇者传_云海风声》，2015年獏工作室出版
《盖娅勇者传_逐风炽翼》，2016年獏工作室出版
《鹰，言语及海洋》，2017年獏工作室出版
《盖娅勇者传_大漠之行》，2018年獏工作室出版
《山神的祭礼》，2019年獏工作室出版